# Margaret Staal-Kropholler

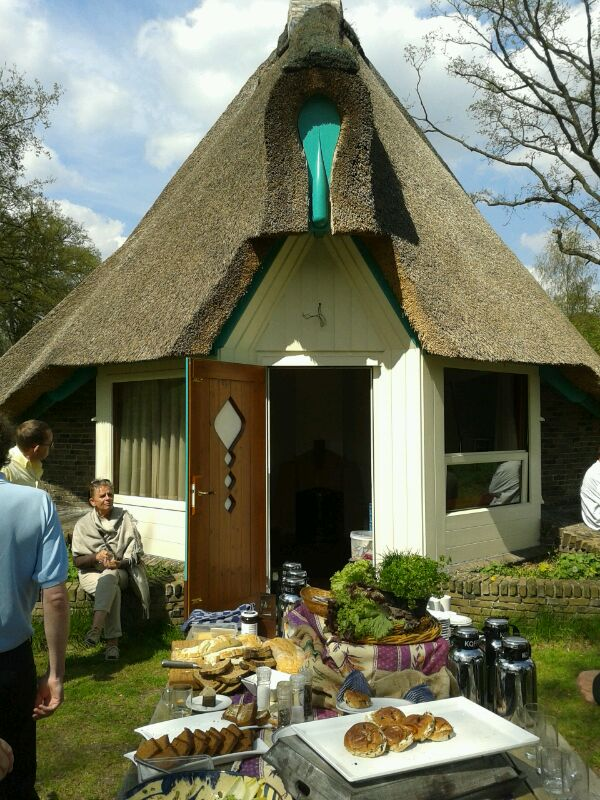
Na brand herbouwde atelierwoning voor Richard Roland Holst op de Buissche Heide, Achtmaal, Zundert. Ontwerp: Margaret Staal-Kropholler.

Margaret Staal-Kropholler (Haarlem, 27 juni 1891 - Amsterdam, 15 november 1966) was de eerste vrouwelijke architect die in Nederland een beroepspraktijk uitoefende.

## Biografie
Margaret Kropholler groeide op in Haarlem in een gezin met vijf kinderen, allen artistiek. Na het afronden van haar opleiding aan de Dagteeken- en Ambachtsschool voor Meisjes aan de Groenburgwal in Amsterdam in 1907 liep ze stage bij het architectenbureau Staal & Kropholler, waar haar broer Alexander Kropholler een praktijk had opgezet bij Jan Frederik Staal (1879-1940). Hier leerde zij ontwerpen en bouwkundig tekenen en ontwierp zij meubels en stoffen. Daarnaast rondde zij een opleiding School voor Bouwkunde, Versierende Kunsten en Ambachten in Haarlem af en volgde zij avondlessen.
In 1910 ging Alexander Kropholler voor zichzelf werken. De relatie tussen Margaret Kropholler en de twaalf jaar oudere Staal leidde tot zowel een zakelijke breuk als een breuk tussen broer en zus. Margaret werd de nieuwe zakenpartner van Staal, met wie ze in 1936 trouwde.
In 2022 vernoemde de gemeente Amsterdam brug 1940 naar haar: Margaret Staal-Krophollerbrug.

## Loopbaan
Haar carrière begon met een opdracht voor het Huis 1913 - 'het ideale huis van 1913' - van de tentoonstelling De Vrouw 1813-1913, een opdracht die geheel in het teken stond van 'de vrouw'.
Hoogtepunten in haar vijftigjarige carrière zijn haar ontwerpen in de stijl van de Amsterdamse School in Bergen, Zundert en Amsterdam. Een vroeg ontwerp was de atelierwoning van de bevriende beeldend kunstenaar Richard Roland Holst op de Buissche Heide. Daarnaast ontwierp ze diverse villa's als Beukenhoek, Meerlhuis en Meezenest in Park Meerwijk, Bergen. Haar laatste werk, het meer zakelijke ontwerp van het Louise Wenthuis in Amsterdam, dateert uit 1964. Naast gebouwen ontwierp zij verschillende interieurs, meubels, lampen en de omslagen voor twee nummers van het tijdschrift Wendingen.

## Ontwerp van woningen voor de vrouw
Net als haar tijdgenoten zag Margaret Kropholler voor de vrouwelijke architect vooral een taak weggelegd als ontwerper van woningbouw. De combinatie huisvrouw/architect beschouwde zij als ideaal. Zij was zich bewust van de noodzaak om de hoeveelheid inspanning van voor het huishoudelijk werk voor vrouwen te verminderen. Door comfortabele, goed uitgeruste woningen te ontwerpen op basis van functionele plannen, zou ze het voor vrouwen gemakkelijker kunnen maken om hun huis te runnen. Vanaf 1918, toen ze een presentatie hield voor de Nederlandse Vereniging voor Huisvrouwen over "De vrouw en haar huis", presenteerde ze regelmatig haar ideeën over functionele vereisten voor de huisvrouw in lezingen en tijdschriftartikelen.

## Stijl
Begin jaren twintig ontwierp Margaret Kropholler twee woningbouwprojecten in de stijl van de Amsterdamse School: een woonblok in de Holendrechtstraat (1921) als onderdeel van Plan Zuid van de architect H.P. Berlage. Zoals afgesproken ontwierp zij enkel de gevels, alles erachter werd aan de particuliere eigenaren verzorgd. Vooral de golvende balkons kregen veel waardering. Het tweede ontwerp was voor woonhuizen in de Orteliusstraat (1925), als onderdeel van Plan West in Amsterdam. Dit ontwerp was praktischer en soberder. Tijdens de Exposition des Arts Décoratifs in Parijs kreeg dit werk een zilveren en een bronzen medaille.
Naarmate de jaren en haar werk zich vorderde ontwikkelde de stijl van Krophollers zich meer richting het functionalisme en de Nieuwe Zakelijkheid.

## Fotogalerij

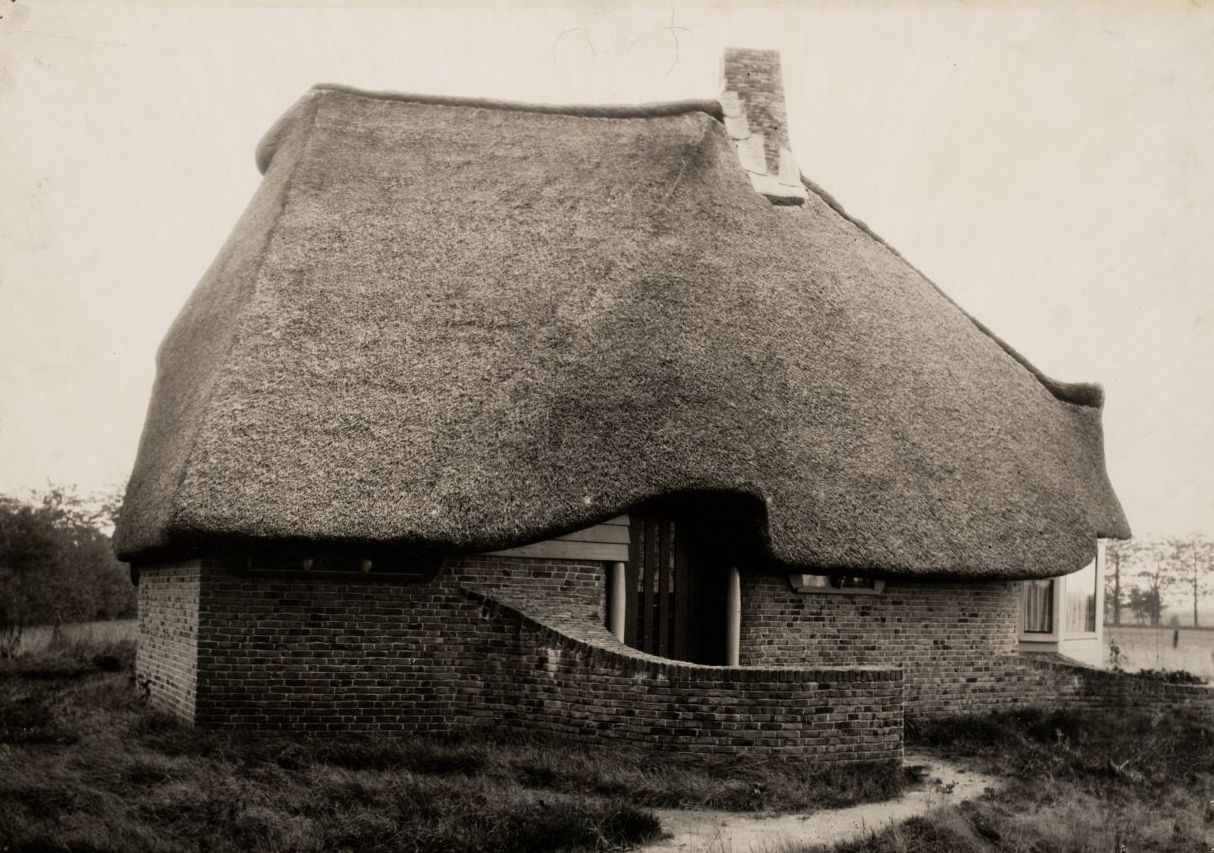
Oorspronkelijke atelierwoning Buissche Heide, Achtmaal.
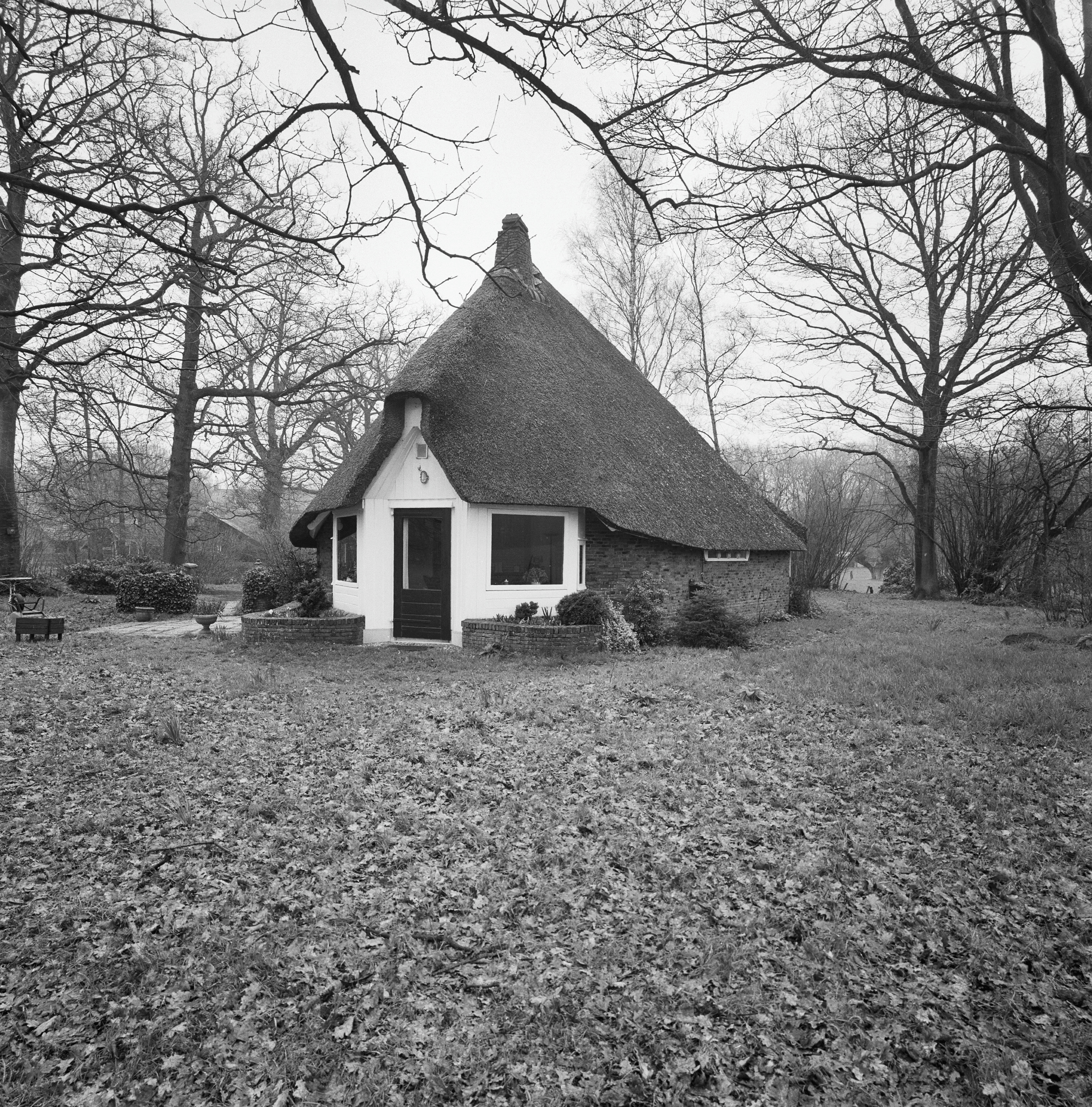
idem
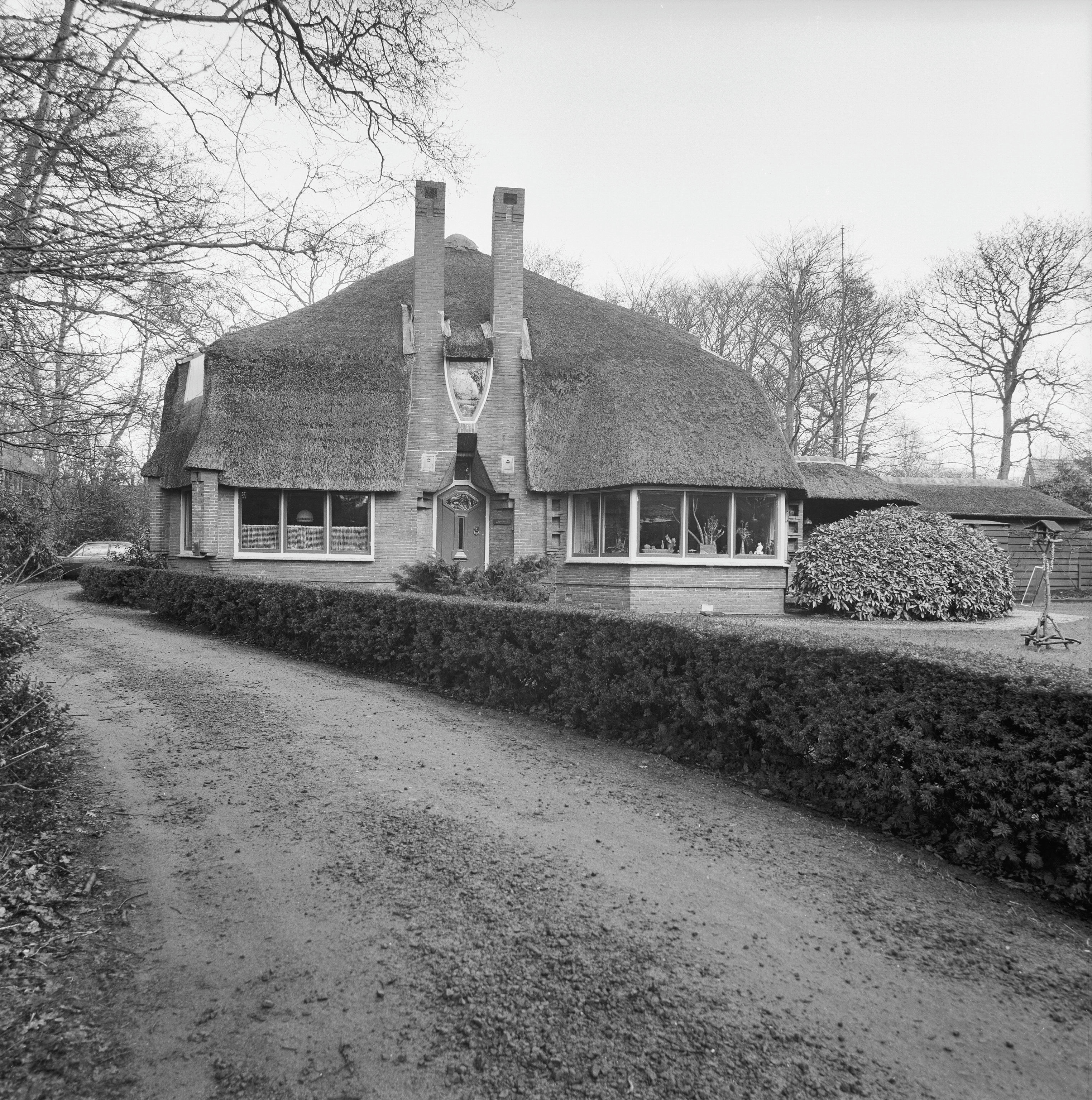
Meerwijklaan 7, Bergen, 1918
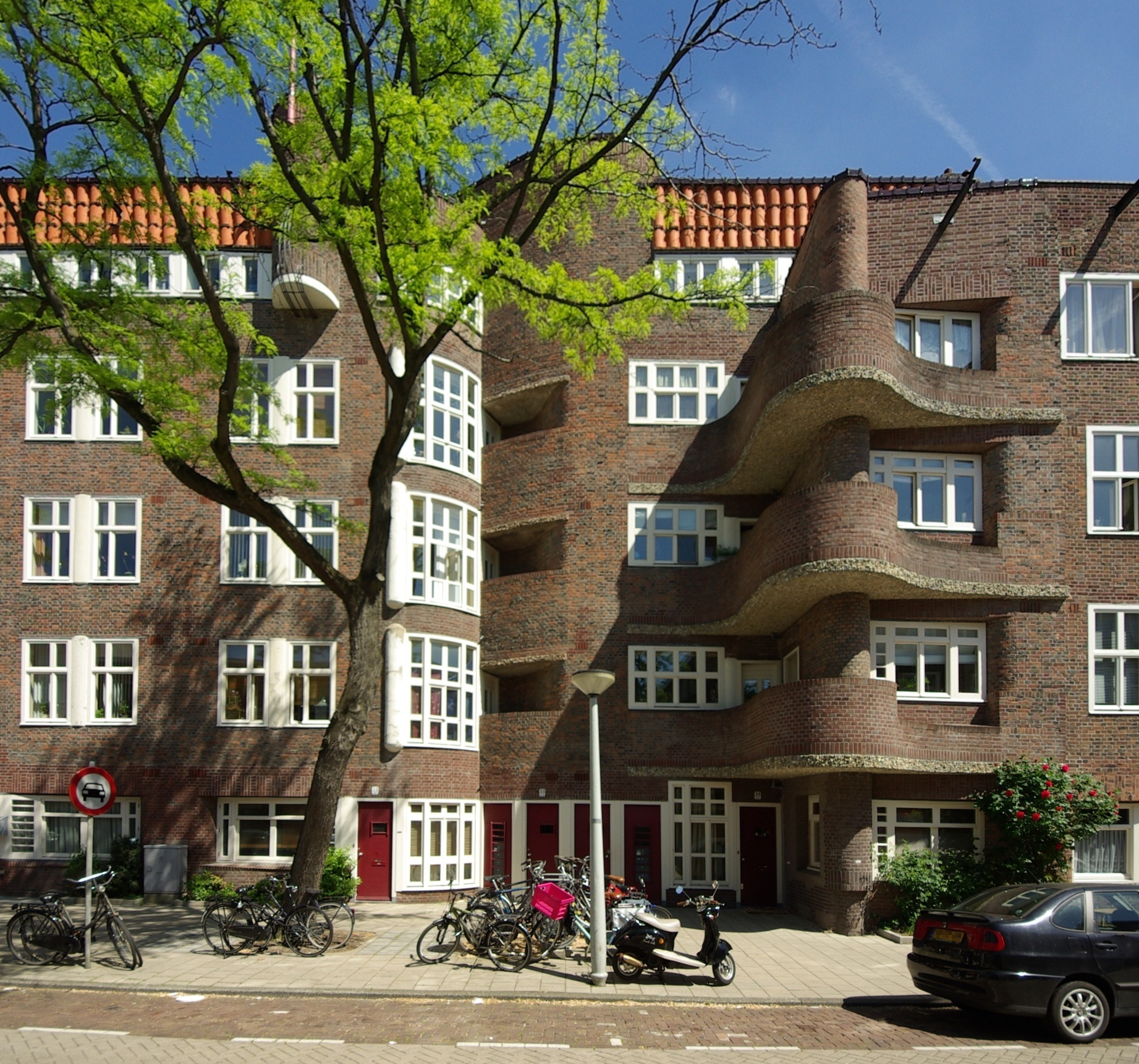
Holendrechtstraat 1-47, Amsterdam
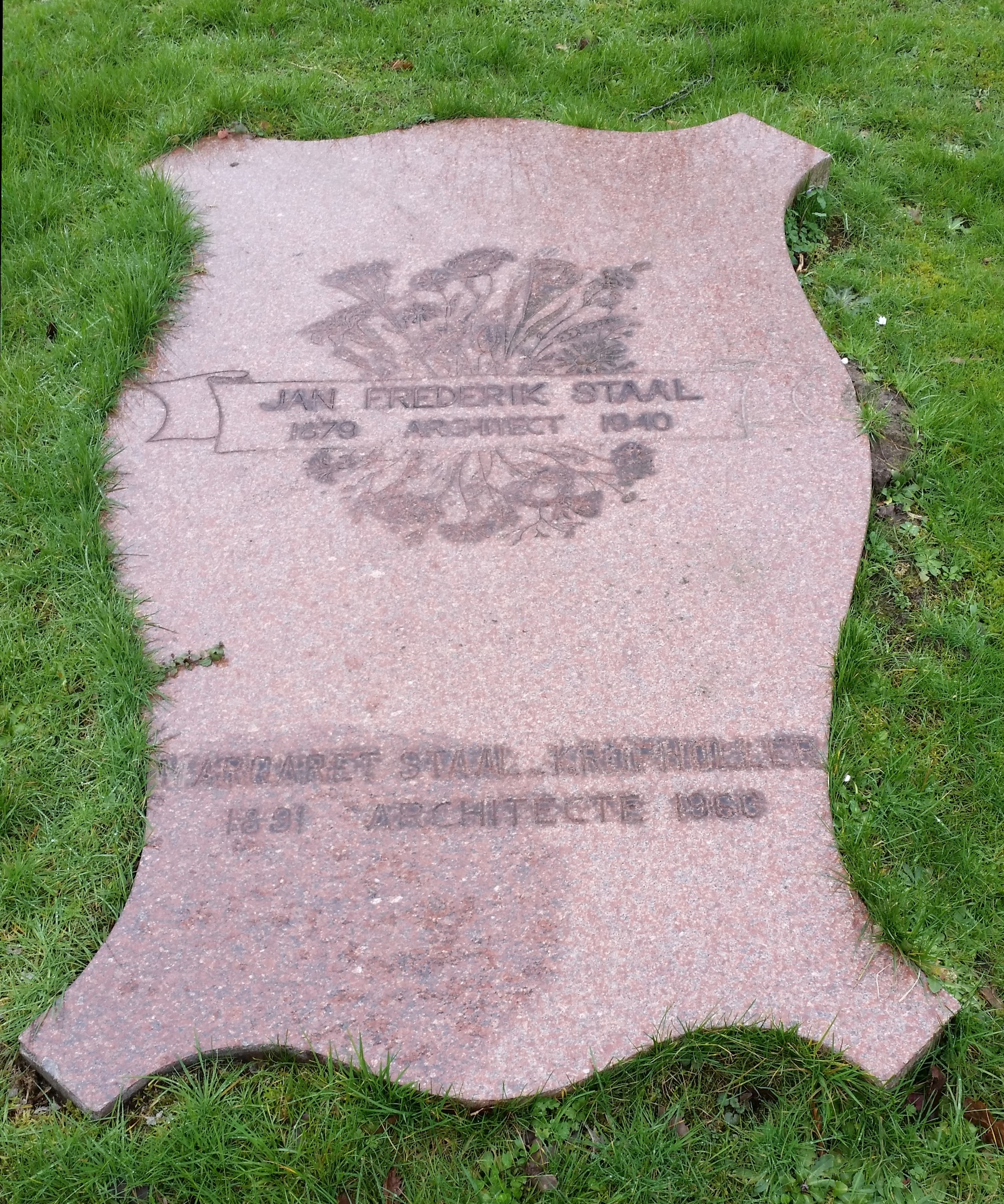
Grafsteen van het echtpaar op De Nieuwe Ooster (februari 2020)

## Media
- Ellen van Kessel en Marga Kuperus: Margaret Staal-Kropholler. Architect, Rotterdam : Uitgeverij 010, 1990
- Wilma Kuijvenhoven en Magda Augusteijn, Vanuit den gezichtshoek der Bruikbaarheid, documentaire, Studio Vermeer, 2013